# Erland Josephson
Erland Josephson (Stockholm, 1923. június 15. – Stockholm, 2012. február 25.) svéd színész, forgatókönyvíró, rendező.

## Pályafutás
1956-ban lépett először színpadra, az 1960-as évek végén már a Svéd Királyi Színház művészeti igazgatója volt. Vezetése alatt a társulat sikeresen turnézott Európában. Az Ingmar Bergman szellemi vonzásában fejlődő színészek közül – Liv Ullmann-nal és Max von Sydow-val ellentétben – a kevésbé ismert személyiségek közé tartozik. De valószínűleg ő a legsokoldalúbb mindannyiuk közül. Nemcsak forgatókönyveket írt, filmrendezőként is kipróbálta magát, rádiójátékokat készített és verseket költött. Bergmannal készült leghíresebb munkái a Suttogások és sikolyok, a Jelenetek egy házasságból és az Őszi szonáta. Nemzetközi karrierje sincs híján a nagy mesterekkel való együttműködéseknek, kétszer forgatott Budapesten Szabó Istvánnal (Hanussen, Találkozás Vénusszal), szerepelt Peter Greenaway Prospero könyvei című filmjében, az orosz Andrej Tarkovszkij két utolsó, külföldi produkciójában, a Nosztalgiában és az Áldozathozatalban és komor, balladisztikus filmjeiről ismert Theo Angelopoulosz Harvey Keitel főszereplésével készült Odüsszeusz tekintete című filmjében. Sven Nykvist Bergman-ihlette rendezői bemutatkozásában, Az ökörben is szerepet kapott. Hollywood is szerepet kínált neki a Cápa című film folytatásában, ő visszautasítva, azt állítván, hogy „inkább vívok szellemi csatákat Liv Ullmann-nal, minthogy valami cápával viaskodjak”. Egy időben a híres svéd drámaíró, August Strindberg utolsó feleségével élt együtt. Évekig Parkinson-kórban szenvedett. 2012. február 25-én hunyt el 88 évesen.

## Család

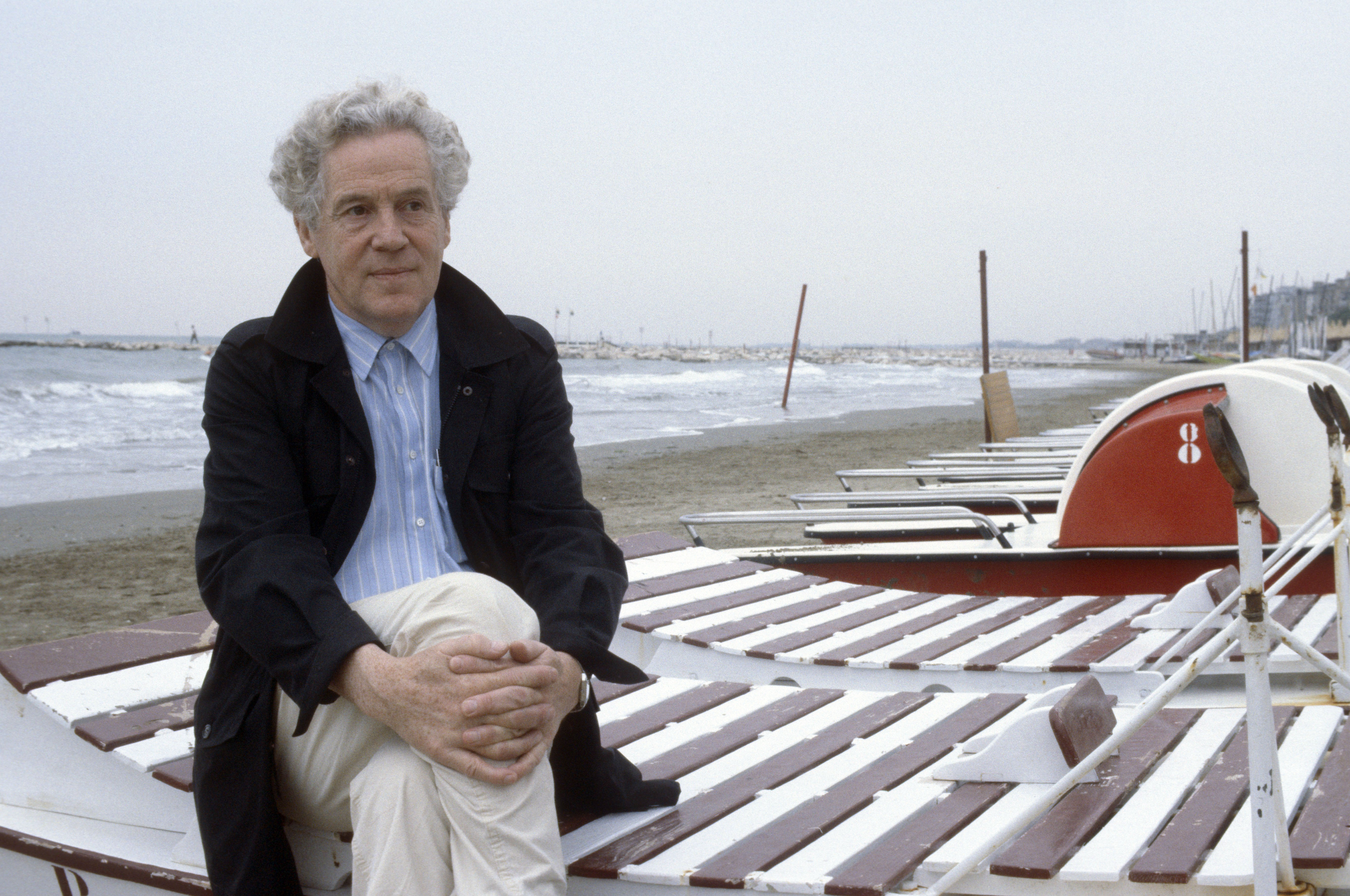
Erland Josephson 1984-ben

Erland Josephson első felesége, 1947-től 1951-ig, Nils Wahlbom színész lánya, Kerstin Wahlbom  (1922–2014) volt. 1951-ben Annika Tretow (1919–1979) színésznővel való kapcsolatából ikerfiai születtek. 1957-ben Barbro Larsson színésznőtől lánya született, Charlotta Larsson, aki szintén színésznő.
1959-ben Josephson másodszor is megnősült, Kristina Adolphson színésznőt vette el. Házasságuk 1989-ig tartott, két gyermekük született, Ludvig és Fanny, akik színművészetben és a filmgyártásban dolgoznak. 2000-től haláláig Josephson harmadszor is házas volt, Ulla Åberg drámaírónő volt a felesége.
A színházirendező, Ludvig Josephson Erland Josephson dédapjának testvére volt. Josephson rokonságban áll Ernst Josephson festőművésszel, valamint Ragnar Josephson művészettörténésszel.

## Fontosabb filmjei
- 1950: A boldogság felé (Till glädje) − Bertil
- 1958: Az élet küszöbén (Nära livet) − Anders Ellius
- 1958: Arc (Ansiktet) − Egerman konzul
- 1968: A lányok (Flickorna) − Carl
- 1968: Farkasok órája (Vargtimmen) − von Merkens báró
- 1969: Szenvedély (En Passion) − Elis Vergerus
- 1972: Suttogások és sikolyok - (Viskningar och rop) − David
- 1973: Jelenetek egy házasságból (Scener ur ett äktenskap) − Johan
- 1976: Színről színre (Ansikte mot ansikte) − Dr. Tomas Jacobi
- 1978: Őszi szonáta - (Höstsonaten) − Josef
- 1981: Montenegro (Montenegro eller Pärlor och Svin − Martin Jordan
- 1982: Fanny és Alexander (Fanny och Alexander) − Isak Jacobi
- 1983: Nosztalgia (Nostalghia) − Domenico
- 1984: Próba után (Efter repetitionen) − Henrik Vogler
- 1986: Áldozathozatal (Offret) − Alexander
- 1988: A lét elviselhetetlen könnyűsége (The Unbearable Lightness of Being) − nagykövet
- 1988: Hanussen − Dr. Bettelheim
- 1991: Az ökör (Oxen) − Sigvard Silver
- 1991: Találkozás Vénusszal (Meeting Venus) − Jorge Picabia
- 1991: Prospero könyvei (Prospero's Books) − Gonzalo
- 1994: Álomjáték - (Drømspel) − vak férfi
- 1995: Odüsszeusz tekintete (To viemma tou Odyssea) − S.
- 1997: Dúl-fúl és elnémul (Larmar och gör sig till) − Osvald Vogler
- 2000: Hűtlenek (Trölosa) − Bergman
- 2003: Saraband − Johan